# Charles Brooks
Charles Brooks, Jr. (Fort Worth, 1º aprile 1942 – Huntsville, 7 dicembre 1982) è stato un criminale statunitense, condannato a morte in Texas, fu la prima persona al mondo a morire per iniezione letale.